# Asmaa
Asmaa o Asma a (en árabe: أسماء‎) es una película de drama egipcia de 2011, y el primer largometraje en presentar con simpatía a los pacientes con SIDA. Escrita y dirigida por Amr Salama, la película cuenta la historia de una mujer con VIH que se esfuerza por vivir bajo el peso de mantener su estatus de VIH en secreto, y, posteriormente, el dilema al que se enfrenta cuando se les ofrece la oportunidad de aparecer en un talk show de televisión. Se basa en la historia real de una mujer que murió a causa de su vesícula biliar después de que los médicos se negaron a operarla, ya que tenía SIDA. El director, Amr Salama, intentó crear sensibilización sobre el SIDA con la película: en sus palabras, para corregir las "ideas falsas y mentiras" sobre la enfermedad, ya que más personas están muriendo por los conceptos erróneos y la falta de tratamientos. La película no es sobre el SIDA, sino sobre la batalla contra los prejuicios sociales en Egipto, y sobre "el amor, el coraje, la superación del miedo, y la lucha por los derechos personales".

## De fondo
En la década de 1980 y principios de 1990, aterradores anuncios sobre el SIDA fueron emitidos en la televisión de Egipto, con escenas de murciélagos, sangre, prostitutas satánicas y uso de drogas intravenosas. Las primeras películas sobre el SIDA mostraban una total ignorancia acerca de los hechos de la enfermedad, manteniendola en el terreno del miedo; una de esas película se basaba en el  VIH siendo transferido por na agente infectada del Mossad en Taba. Wessam el-Beih, el Coordinador de País de Egipto para ONUSIDA, dijo, "los medios de comunicación egipcios, especialmente la industria del cine lleva años propagando la desinformación y retratando opiniones sesgadas acerca de las personas que viven con el VIH."
En diciembre de 2011, el Índice de Censura , informó que "la baja autoestima y el miedo al rechazo son sentimientos comunes compartidos por los egipcios que viven con el VIH. De un total estimado de 11.000 personas en Egipto que viven con el VIH/SIDA, sólo 500 están en busca de tratamiento, de acuerdo a informes de la ONU. Y ninguno ha divulgado públicamente su condición." El fuerte estigma asociado con el SIDA impide el acceso a la atención necesaria y tratamiento. De acuerdo a la Iniciativa Egipcia para los Derechos Personales (EIPR), los profesionales médicos son reacios a tratar la enfermedad, debido a que no tienen el conocimiento necesario de control de la infección, y debido al estigma moral de las relaciones ilícitas. Los pacientes con SIDA son incapaces de discutir su caso abiertamente, y también pueden sufrir discriminación en el hogar y empleo.

Los pacientes con SIDA tienen menos probabilidades de recibir la normal simpatía que las víctimas de otras enfermedades reciben, y pueden incluso ser considerados como pecadores. Amr Salama dijo:
Por ejemplo, en Egipto, pensamos que es un castigo de Dios y no debemos tratarlo. Pensamos que llega debido a un pecado por lo que se lo merecen, y creemos que es muy contagiosa, así que no lidiamos con ellos de ninguna manera. Así que las personas mueren a causa de esto más que de otra cosa.
Asmaa se basa en las verdaderas historias de los enfermos de SIDA, a quien Salama conoció cuando hizo un documental sobre el SIDA de las Naciones Unidas en 2005.

## Sinopsis
Asmaa (Hend Sabry) es una mujer de unos 40 años que vive con su padre anciano Hosni (Sayed Ragab) y su hija adolescente Habiba (Fatma Adel) en el Cairo, luchando para apoyarlos con su trabajo en el Aeropuerto Internacional de El Cairo. Ella es VIH-positiva y requiere de una cirugía de vesícula biliar, de lo contrario morirá. Los médicos se niegan a su cirugía, cuando, a punto de entrar en el quirófano, ella revela que tiene SIDA.

## Elenco
- Hend Sabry como Asmaa.[5]
- Hany Adel como Mosaad.[5]
- Maged el-Kedwany como Mohsen.[5]
- Fatma Adel como Habiba[9]
- Sayed Ragab como Hosni.[9]
- Botros Ghali como el psiquiatra.[6]

## Recepción
En la revista para mujeres egipcias en inglés, What Women Want (Lo que las Mujeres Quieren), May Abdel Asim alabó la película como "auténtica y sincera" y "una historia verdadera de una fuerte y orgullosa mujer que tiene Sida, pero el Sida no la tiene ella". Otros revisores egipcios no fueron tan favorables: Hani Mustafa, en al-Ahram Weekly, no le gustó la "predicación y moralismo" que se encuentra en la película, calificándola de "poco más de la propaganda que puede funcionar bien como parte de una campaña contra el SIDA de la sociedad civil."
Stephen Farber, de The Hollywood Reporter, la llamó "una de las más fuertes películas" entre las del mundo Árabe vistas en el Palm Springs International Film Festival 2012, y "de hecho una de las mejores de todo el festival".

## Premios
El filme fue estrenado en 2011 en el Abu Dhabi Film Festival, donde se alzó con los premios New Horizons  para Mejor Director del Mundo Árabe (Amr Salama) y Mejor Actor (Maged el-Kedwany). En el Festival Internacional de Cine de Friburgo 2012, Asmaa ganó el premio del público.